# IC 335
IC 335 je lećasta galaktika u zviježđu Kemijske peći. Ova je galaksija dio klastera Kemijske peći.
Čini se da je IC 335 vrlo sličan NGC 4452, lećastoj galaksiji u zviježđu Djevice. Obje su galaksije rubne, što znači da su njihove karakteristike, poput spiralnih krakova, skrivene. Smatra se da su lećaste galaksije tip između spiralnih galaksija i eliptičnih galaksija, a poput eliptičnih galaksija imaju vrlo malo plina za stvaranje zvijezda. IC 335 je možda nekada bila spiralna galaksija, te se možda u prošlosti sudarala s galaksijom i na taj je način potrošila sav svoj plin. 